# Alin Moldoveanu
Alin Moldoveanu, född 3 maj 1983 i Focșani, är en rumänsk sportskytt.
Moldoveanu blev olympisk guldmedaljör i luftgevär vid sommarspelen 2012 i London.